# Taalniveau
Met het taalniveau kan men een bepaald gebruik en begrijpelijkheid van een taal aanduiden. Het is er om verschil in taalvaardigheid te kunnen meten.

## Nederlands referentiekader van taalniveaus
De Nederlandse taal kent vier referentieniveaus:
- Niveau 1F: "basisgebruiker", basisonderwijs
- Niveau 2F: "onafhankelijke gebruiker", vmbo, mbo-1, mbo-2 en mbo-3
- Niveau 3F: "onafhankelijke gebruiker", havo en mbo-4
- Niveau 4F: "vaardige gebruiker", vwo

Daarnaast zijn er vier verschillende domeinen waarop het taalniveau geoefend en getest kan worden. In de loop van een leer- en studeerperiode wordt er geoefend met mondelinge taalvaardigheid (gesprek voeren, luisteren en spreken), leesvaardigheid (onder andere zakelijke en literaire teksten lezen), schrijfvaardigheid (bijvoorbeeld een opstel of sollicitatiebrief schrijven), begrippenlijst (bijvoorbeeld kennis van begrippen als klinker, zelfstandig naamwoord of spreekwoord) en taalverzorging (taal correct toepassen).
Het niveau 2F wordt gezien als algemeen maatschappelijk functioneel niveau: het niveau waar iedere Nederlander aan zou moeten voldoen en wordt door instanties vaak gebruikt als richtlijn voor hun taalgebruik in foldermateriaal. Stichting Lezen en Schrijven wijst er echter op dat vanwege het hoge aantal laaggeletterden in Nederland – een op de zes inwoners is laaggeletterd waarvan meer dan de helft autochtoon – het hanteren van taalniveau A2/1F hiervoor reëler zou zijn.

## Gemeenschappelijk Europees referentiekader
Naast de indeling van de vier Nederlandse niveaus, hanteert Nederland de Europese indeling in taalniveaus die kunnen worden toegepast op alle Europese talen. Dit referentiekader is vastgelegd door de Raad van Europa in een Gemeenschappelijk Europees referentiekader. Het wordt ook wel het ERK of het Raamwerk NT2 genoemd. Deze niveaus worden in heel Europa gebruikt en erkend.
De verschillende niveaus worden bij gealfabetiseerde mensen gemeten met een meetlat die loopt van A1 (laagste) tot C2 (hoogste) en zijn in verhouding met NT1 gelijk te stellen in zoverre dat A1/A2 (basisgebruiker) de inburgeringsfase is, en gelijk staat aan 1F. B1 (onafhankelijk gebruiker) heeft men bij de start van het mbo-onderwijs, B2 is nodig voor het volgen van een HBO-studie en C1 (vaardig gebruiker) is nodig voor het starten aan de universiteit. Voor mensen die nog niet-gealfabetiseerd, of anders-gealfabetiseerd zijn, zijn er drie Alfa-niveaus: Alfa-A, Alfa-B en Alfa-C, waarbij de laatste gelijk is aan het A1-niveau. Deze niveaus worden in Nederland enkel gehanteerd voor de inburgering van mensen die nieuw naar Nederland komen: kennis van de Nederlandse taal is een onderdeel van het inburgeringsexamen.
| instap onderwijs | Moedertaal (NT1) | Tweede taal (NT2) | analfabeet of anders gealfabetiseerde |
| ---------------- | ---------------- | ----------------- | ------------------------------------- |
|                  |                  |                   | Alfa-A                                |
|                  |                  |                   | Alfa-B                                |
|                  |                  | A1                | Alfa-C                                |
|                  | 1F               | A2                |                                       |
| mbo              | 2F               | B1                |                                       |
| hbo              | 3F               | B2                |                                       |
| wo               | 4F               | C1                |                                       |
|                  |                  | C2                |                                       |

In het buitenland wordt Nederlands als vreemde taal (NVT) in verschillende landen binnen de opleiding aangeboden, zoals in Wallonië, Duitsland, en Frankrijk. Als men Nederlands als tweede taal leert binnen het Nederlandse taalgebied, wordt dit Nederlands als tweede taal (NT2) genoemd. Ook als mensen in het kader van de inburgeringswet wordt verzocht een opleiding Nederlands te starten alvorens naar Nederland te komen, wordt dit NVT genoemd. Voor beide groepen wordt het Europees referentiekader gehanteerd om het niveau aan te duiden.

## Internationale referentiekaders
Internationaal zijn bijvoorbeeld in de luchtvaart specifieke taalniveaus vereist, waarvoor examens georganiseerd worden. Naast het algemene Europese referentiekader bepaalt in de Verenigde Staten de Interagency Language Roundtable de voor officiële functies vereiste taalniveaus. Meer algemeen worden de ACTFL language proficiency guidelines gehanteerd. In het Franse taalgebied is de Alliance Française toonaangevend, in het Duitse het Goethe-Institut. 

## Testen van de Nederlandse taal
Om de taalontwikkeling bij kinderen te testen, wordt er in Nederland meestal gebruikgemaakt van de Utrechtse Taalniveau Test, welke wordt afgenomen door een psycholoog, pedagoog of logopedist. Omdat deze test in Nederland genormeerd is en daardoor minder bruikbaar in Vlaanderen, heeft men in Vlaanderen een eigen test voor schoolgaande kinderen: de Reynell Taalontwikkelingsschaal, welke genormeerd is met Vlaamse kinderen. Voor kleuters is er de KOALA-taalscreening, die vanaf 2021 werd gebruikt.
Als men in het buitenland woont en wil laten zien dat men het Nederlands voldoende beheerst om in Nederland te komen werken of studeren, kan men een staatsexamen aanvragen.